# اليوم الدولي للشباب
اليوم الدولي للشباب (اختصارًا IYD) هو يوم للتوعية من قبل الأمم المتحدة. أول يوم دولي للشباب كان 12 أغسطس 2000. كما هو الحال مع سائر أيام التوعية السياسية، مثل يوم الأرض، الغرض من هذا اليوم هو لفت الانتباه إلى مجموعة معينة من القضايا الثقافية والقانونية المحيطة بالديموغرافية المهددة بالانقراض.

## الأحداث ذات علاقة
يرتبط كل يوم للشباب بعدد من الأحداث في جميع أنحاء العالم. ومن بين هذه الأحداث في عام 2013:
- المؤتمر الدولي للشباب 2013: عقد في الفترة من 10 إلى 11 أغسطس 2013، قبل يوم الشباب العالمي في 12 أغسطس. وضم هذا المؤتمر متحدثين من بلدان ومجالات عمل مختلفة، تلاه حفل توزيع جوائز الشباب، ومناقشات وحوارات لإثارة الروح المعنوية. وقد استضافته منظمة YOUTHINK ومنظمة Youth Exnora والقنصلية العامة للولايات المتحدة في تشيناي في الهند.